# Безручко Павло Іванович
Безручко Павло Іванович (5 червня 1873 — ?) — старшина Дієвої армії УНР.

## Життєпис
Народився на Полтавщині. Закінчив Чугуївське піхотне юнкерське училище (1894), вийшов підпоручиком до 70-го піхотного Ряжського полку. Станом на 1 січня 1910 р. — в. о. столоначальника управління чергового генерала Генерального штабу. Останнє звання у російській армії — полковник.
У 1918–1919 рр. — начальник пенсійного відділу Головного штабу Армії УНР, згодом — Армії Української Держави.
З 10 лютого 1919 р. до жовтня 1919 р. — начальник пенсійного відділу Головного управління Генерального штабу Дієвої армії УНР.
Подальша доля невідома.